# Ignazio Abate
Ignazio Abate   (Sant'Agata de' Goti, 12 de novembre de 1986) és un exfutbolista professional italià que va jugar com a lateral, tot i que també podia jugar com a migcampista per la banda, i fins i tot va ser utilitzat com a central a vegades; era conegut per la seva resistència, esprints ràpids i capacitat per fer córrer atacs pel flanc dret. En el seu apogeu, va ser considerat un dels jugadors més ràpids de les millors lligues del futbol europeu.
Abate va començar a jugar a futbol amb el club amateur Rescaldina, abans d'unir-se al sistema juvenil del Milan el 1999 i fer el seu debut professional al club el desembre de 2003. Del 2004 al 2009, va passar cinc anys en diferents períodes de cessió amb diversos clubs italians, abans de tornar a Milà. Durant la temporada 2010-11, Abate va contribuir a que l'AC Milan guanyés el seu 18è Scudetto com a titular en la posició de lateral dret. Després de deu temporades consecutives amb el Milan i 306 aparicions competitives per a l'equip, Abate es va convertir en agent lliure el juliol del 2019 i va anunciar la seva retirada com a jugador el 2020. El 2021, un cop retirat, va començar a fer d'entrenador de futbol, tasca que va iniciar a les categories inferiors de l'AC Milan.
Abate ha representat la Selecció nacional d'Itàlia i anteriorment va jugar amb les seleccions italianes sub-19 a sub-21. Abans de jugar amb l'equip absolut, va representar el seu país als Jocs Olímpics d'estiu de 2008 i al Campionat d'Europa sub-21 de 2009. Va fer el seu debut internacional sènior el novembre de 2011, en un partit amistós contra Polònia, i des de llavors va representar el país a l'Eurocopa 2012, guanyant una medalla de subcampió, a la Copa FIFA Confederacions 2013, guanyant una medalla de bronze, i a la Copa del Món de la FIFA 2014. Gairebé dos anys després del seu debut, Abate va marcar el seu primer gol internacional contra Alemanya el novembre de 2013.